# جو كيلي (لاعب كرة قاعدة أمريكي)
جو كيلي (بالإنجليزية: Joe Kelley)‏ هو لاعب كرة قاعدة أمريكي، ولد في 9 ديسمبر 1871 في كامبريدج في الولايات المتحدة، وتوفي في 14 أغسطس 1943 في بالتيمور في الولايات المتحدة.

## وصلات خارجية
- جو كيلي (لاعب كرة قاعدة أمريكي) على موقع دوري كرة القاعدة الرئيسي (الإنجليزية)
- جو كيلي (لاعب كرة قاعدة أمريكي) على موقعبيزبول رفرنس.كوم (الدوري الرئيسي) (الإنجليزية)
- جو كيلي (لاعب كرة قاعدة أمريكي) على موقعبيزبول رفرنس.كوم (الدوري الثانوي) (الإنجليزية)
- جو كيلي (لاعب كرة قاعدة أمريكي) على موقع جمعية أبحاث البيسبول الأمريكية (الإنجليزية)
- جو كيلي (لاعب كرة قاعدة أمريكي) على موقع إي إس بي إن.كوم (أم.أل.بي) (الإنجليزية)
- جو كيلي (لاعب كرة قاعدة أمريكي) على موقع مشجعي الرسوم البيانية (الإنجليزية)
- جو كيلي (لاعب كرة قاعدة أمريكي) على موقع قاعة مشاهير كرة القاعدة (الإنجليزية)